# Maevia margaritacea
Maevia margaritacea är en spindelart som först beskrevs av Johan Coenraad van Hasselt 1893.  Maevia margaritacea ingår i släktet Maevia och familjen hoppspindlar. Inga underarter finns listade i Catalogue of Life.